# United States Generally Accepted Auditing Standards
Die United States Generally Accepted Auditing Standards (GAAS) sind eine Gruppe von zehn Standards des American Institute of Certified Public Accountants (AICPA).
Die US-GAAS enthalten Vorgaben für Wirtschaftsprüfer zur Durchführung von Prüfungen, um die Genauigkeit, Folgerichtigkeit und Nachvollziehbarkeit der Prüfungshandlungen und -berichte sicherzustellen. Seit der Entstehung 1947 wurden nur kleine Änderungen vorgenommen.
Die US-GAAS gelten für die Prüfung von US-Unternehmen. In der Europäischen Union erfüllen die International Standards on Auditing (ISA) – teilweise ergänzt um nationale Standards wie die deutschen IDW Prüfungsstandards – eine vergleichbare Funktion.
Die GAAS sind wie folgt gegliedert:

## General Standards
1. Der Wirtschaftsprüfer muss eine angemessene Ausbildung haben und über die erforderlichen Kenntnisse verfügen, um eine Prüfung durchzuführen.
2. Der Wirtschaftsprüfer muss seine Unabhängigkeit bezüglich aller mit der Prüfung zusammenhängenden Sachverhalte tatsächlich und dem Anschein nach wahren.
3. Der Wirtschaftsprüfer muss während der Durchführung der Prüfung und der Erstellung des Prüfungsberichtes die gebotene fachliche Sorgfalt walten lassen.

## Standards of Field Work
1. Der Wirtschaftsprüfer muss den Arbeitsablauf angemessen planen und jeden seiner Assistenten sorgfältig betreuen.
2. Der Wirtschaftsprüfer muss sich ein ausreichendes Wissen über die Wirtschaftseinheit einschließlich seiner internen Kontrollsysteme verschaffen, das Risiko einer wesentlichen Falschaussage – sei es durch Irrtum oder Betrug – im geprüften Abschluss einschätzen, und Art, Terminierung und Umfang weiterer Prüfungshandlungen festlegen.
3. Der Wirtschaftsprüfer muss sich im Rahmen seiner Prüfungshandlungen ausreichende Prüfungsbelege verschaffen, um eine tragfähige Basis für das von ihm abzugebende Prüfungsurteil zu haben.

## Standards of Reporting
1. Der Wirtschaftsprüfer muss in seinem Bericht angeben, ob der Abschluss in Übereinstimmung mit den (US-)GAAP erstellt wurde.
2. Der Wirtschaftsprüfer muss bei Abweichungen des geprüften Abschlusses von den GAAP oder der Stetigkeit ihrer Anwendung darauf in seinem Bericht eindeutig hinweisen
3. Sollte der Wirtschaftsprüfer feststellen, dass Angaben nicht in angemessenem Umfang oder Weise gemacht wurden, so soll er dies in seinem Bericht darstellen.
4. Der Wirtschaftsprüfer muss entweder einen Bestätigungsvermerk zu dem geprüften Abschluss als Ganzes erteilen oder die Versagung eines Bestätigungsvermerks in seinen Bericht aufnehmen. Wenn der Wirtschaftsprüfer keinen uneingeschränkten Bestätigungsvermerk erteilen kann, so soll er seine Gründe in seinem Bericht offenlegen. In allen Fällen, in denen der Name des Wirtschaftsprüfers mit dem geprüften Abschluss in Verbindung gebracht wird, sollte der Wirtschaftsprüfer in seinem Bericht klar darauf hinweisen, in welchem Umfang Prüfungshandlungen durchgeführt wurden und ob – und in welchem Maß – der Wirtschaftsprüfer eine Haftung übernimmt.